# Roix Ha-Àyin
Roix Ha-Àyin (en hebreu: ראש העין) és una ciutat del Districte Central d'Israel. a l'oest de la ciutat es troba la fortalesa d'Antipatris i la font del riu Yarkon. Cap al sud-est hi ha les ruïnes de la fortalesa de Migdal Afek. L'actriu Odelya Halevi, va néixer a Roix Ha-Àyin.